# Scyllarides latus
Scyllarides latus е вид ракообразно от семейство Scyllaridae.

## Разпространение
Видът е разпространен в Албания, Алжир, Босна и Херцеговина, Гибралтар, Гърция (Егейски острови и Крит), Египет (Синайски полуостров), Западна Сахара, Израел, Испания (Балеарски острови, Канарски острови и Северно Африкански територии на Испания), Италия (Сардиния и Сицилия), Кабо Верде, Кипър, Либия, Ливан, Мавритания, Малта, Мароко, Монако, Палестина, Португалия (Азорски острови и Мадейра), Северна Македония, Сирия, Тунис, Турция, Франция (Корсика) и Черна гора.